# Chrysothurammina
Chrysothurammina es un género de foraminífero bentónico de la familia Chrysothuramminidae, de la superfamilia Parathuramminoidea, del suborden Fusulinina y del orden Fusulinida. Su especie tipo es Chrysothurammina tenuis. Su rango cronoestratigráfico abarca desde el Givetiense (Devónico medio) hasta el Tournaisiense (Carbonífero inferior).

## Discusión
Clasificaciones más recientes incluirían Chrysothurammina en el suborden Parathuramminina, del orden Parathuramminida, de la subclase Afusulinina y de la clase Fusulinata.

## Clasificación
Chrysothurammina incluye a la siguiente especie:
- Chrysothurammina tenuis †